# Leichtathletik-Weltmeisterschaften 2023/35 km Gehen der Männer

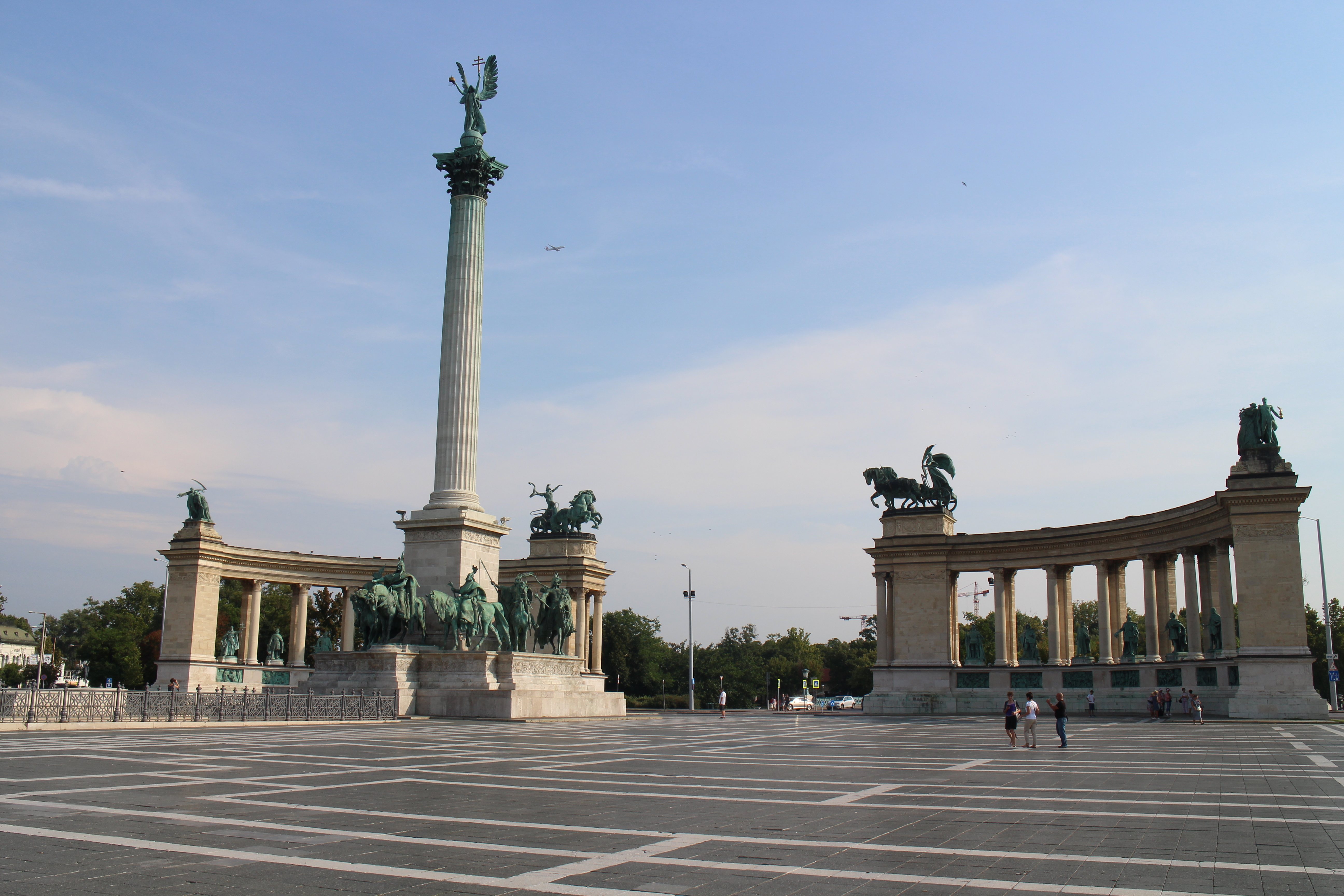
Heldenplatz: Start und Ziel der Gehwettbewerbe und der Marathonläufe

Das 35-km-Gehen der Männer bei den Leichtathletik-Weltmeisterschaften 2023 wurde am 24. August 2023 auf einem Rundkurs in der ungarischen Hauptstadt Budapest ausgetragen.
47 Athleten aus 25 Ländern nahmen an dem Wettbewerb teil.
Weltmeister wurde der Spanier Álvaro Martín. Er siegte vor Brian Pintado aus Ecuador. Bronze ging an den Japaner Masatora Kawano.

## Rekorde

### Bestehende Rekorde
| Weltrekord               | 2:22:55 h | He Xianghong  | Huangshan, Volksrepublik China | 4. März 2023  |
| Weltmeisterschaftsrekord | 2:23:14 h | Massimo Stano | WM Eugene, USA                 | 24. Juli 2022 |

Der bestehende Championshiprekord (CR) wurde bei diesen Weltmeisterschaften nicht erreicht. Der spanische Weltmeister Álvaro Martín blieb mit seiner Siegerzeit von 2:24:30 h um 1:16 min über dem Rekord. Zum Weltrekord fehlten ihm 1:35 min.

### Rekordverbesserungen
Im Wettbewerb am 24. August wurden ein Kontinentalrekord (AR) und zwei Landesrekorde (NR) aufgestellt.
- Kontinentalrekord (Südamerikarekord):
  - 2:24:34 h – Brian Pintado (Ecuador)
- Landesrekorde:
  - 2:24:30 h – Álvaro Martín (Spanien)
  - 2:25:35 h – Christopher Linke (Deutschland)

## Durchführung
Es gab keine Vorrunde, alle 47 Geherinnen gingen gemeinsam an den Start. Eine Besonderheit bestand darin, dass dieser Wettbewerb gemeinsam mit Frauen und Männern ausgetragen wurde.

## Legende
Kurze Übersicht zur Bedeutung der Symbolik – so üblicherweise auch in sonstigen Veröffentlichungen verwendet:
- Kontinentalrekord (AR: area record) – SR: Südamerikarekord
- NR: nationaler Rekord
- DR: Deutscher Rekord
- DSQ: disqualifiziert
- DNS: nicht am Start (did not start)
- DNF: Wettkampf nicht beendet (did not finish)
- IWR: Internationale Wettkampfregeln
- TR: Technische Regeln
- PLZ210: Zeitstrafe von 3:30 min
- Bod: Verwarnung für Verlust des Bodenkontakts
- Knie: Verwarnung für fehlende Kniestreckung

## Ergebnis

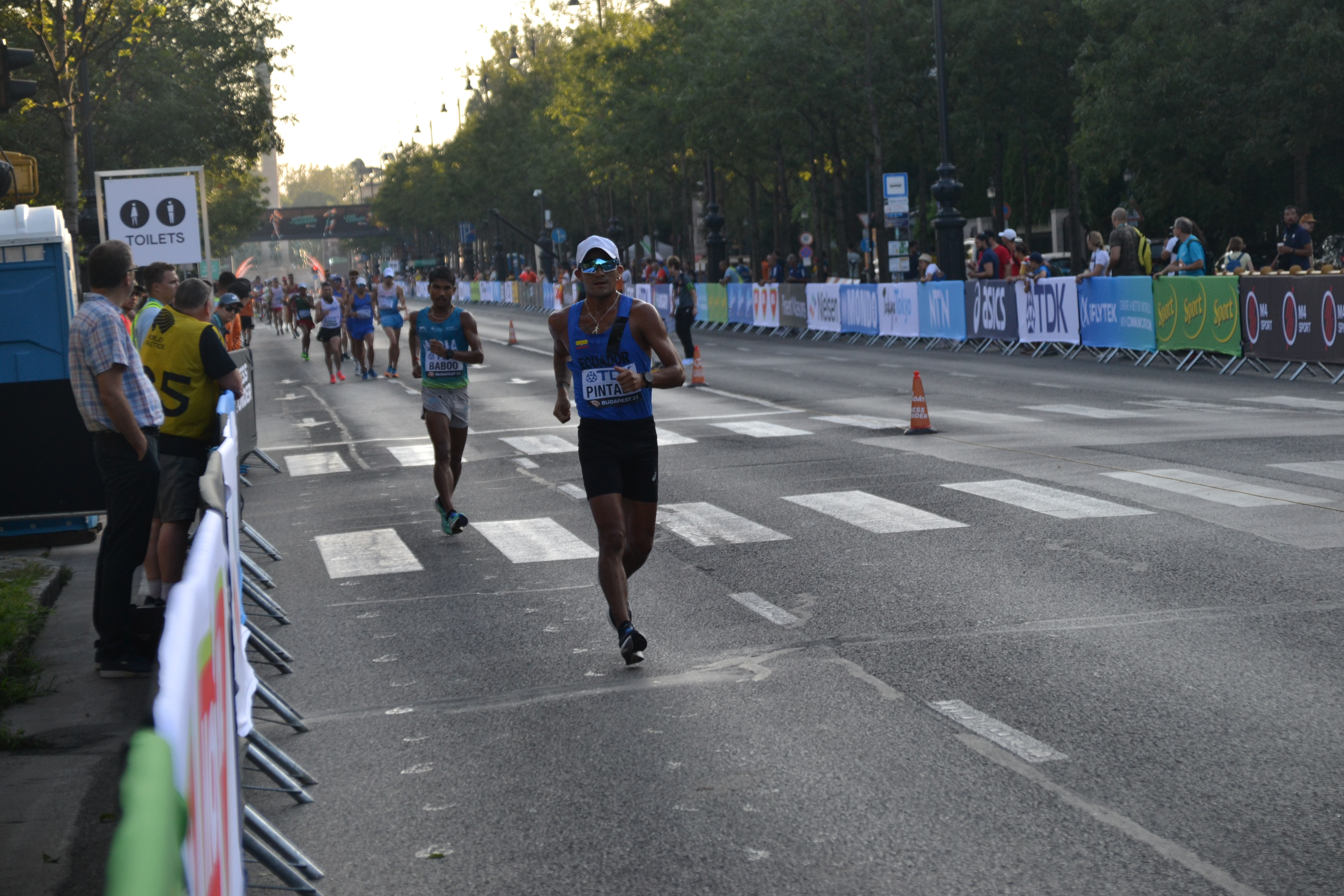
Brian Pintado wurde Vizeweltmeister und stellte einen neuen Kontinentalrekord auf
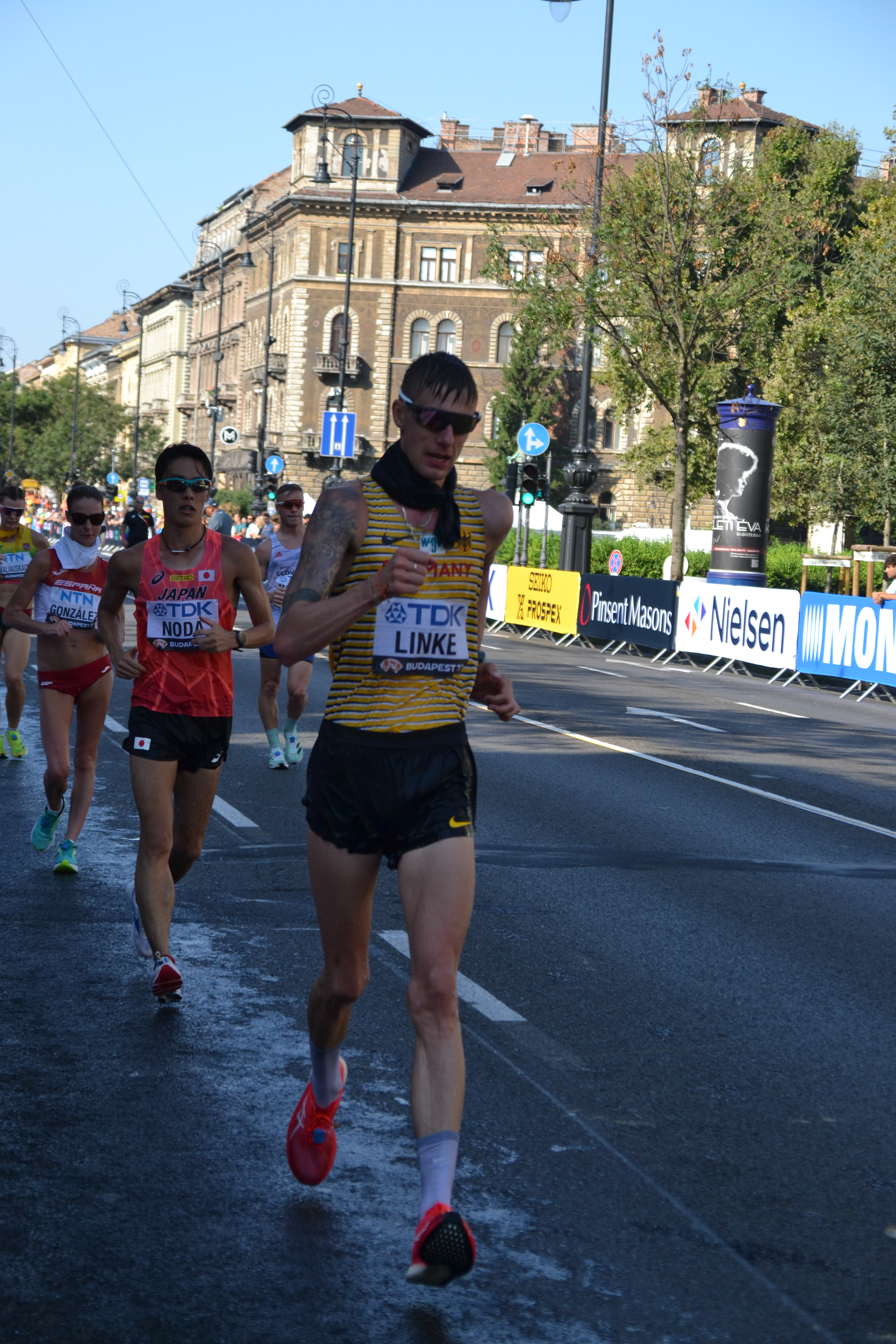
Christopher Linke belegte mit neuem deutschen Rekord Rang fünf
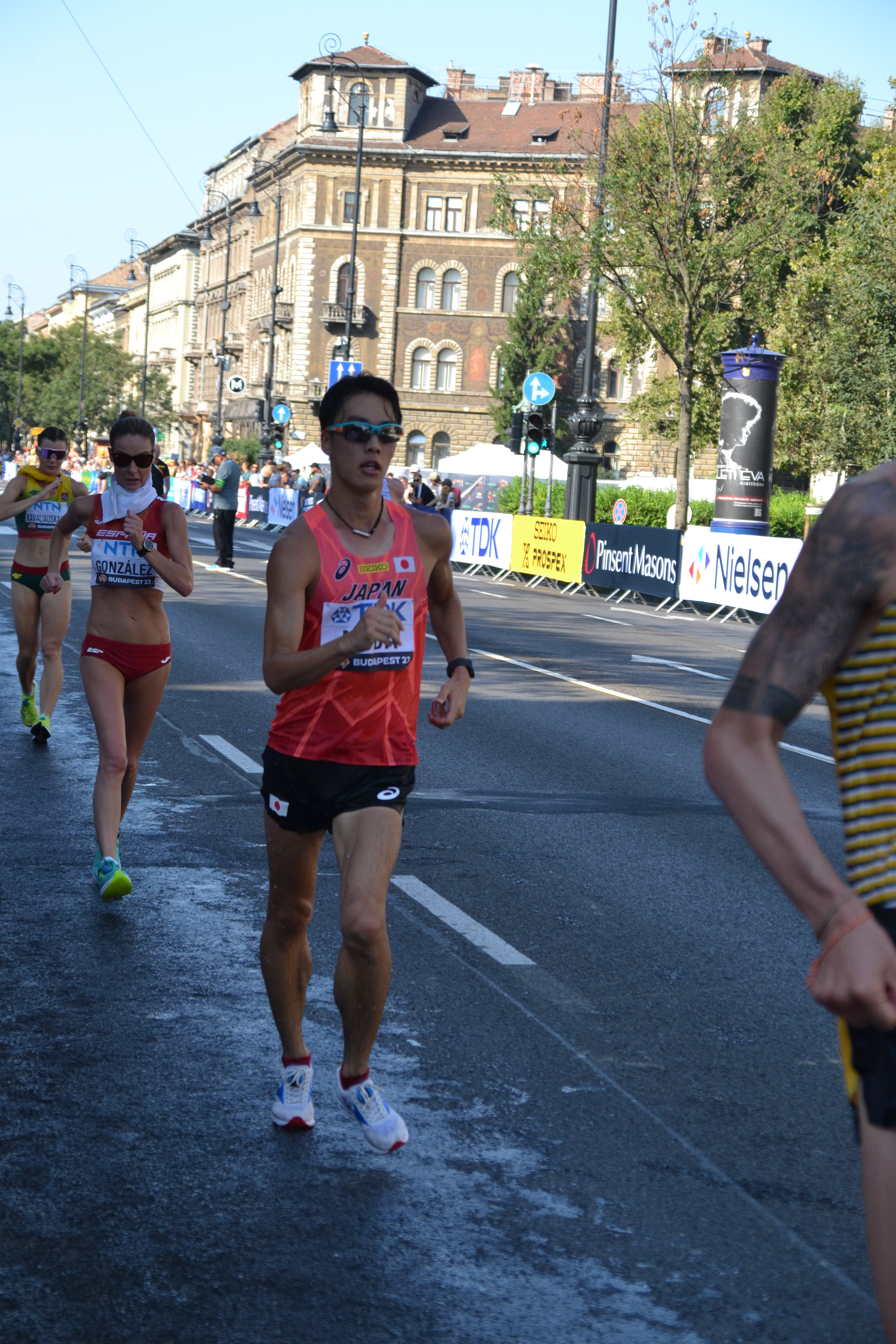
Tomohiro Noda kam auf den sechsten Platz
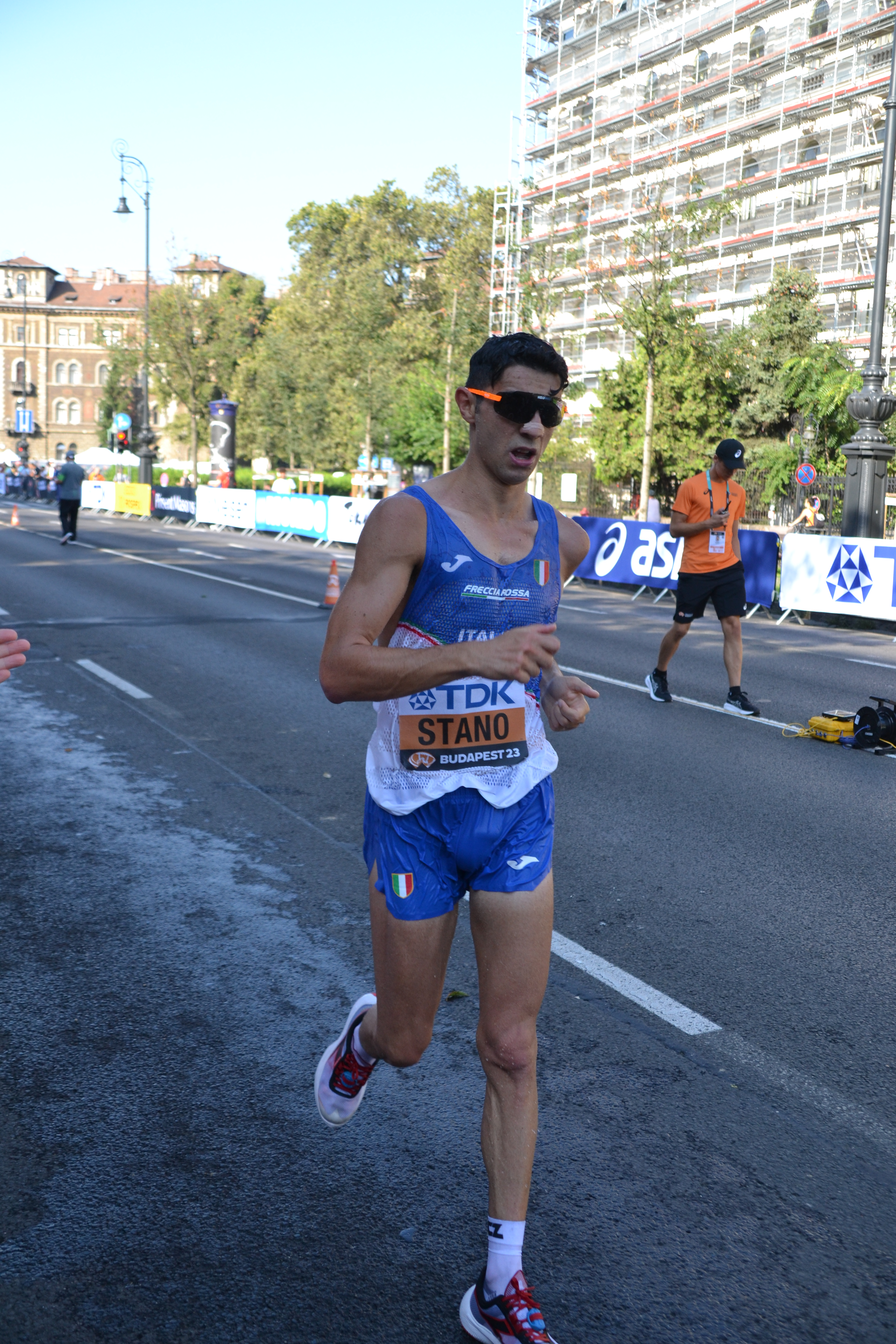
Der siebtplatzierte Massimo Stano

24. August 2023, 7:00 Uhr Ortszeit
| Platz | Name                     | Nation              | Verwarnungen        | Zeit (h)                                                 |
| ----- | ------------------------ | ------------------- | ------------------- | -------------------------------------------------------- |
| 1     | Álvaro Martín            | Spanien             |                     | 2:24:30 NR                                               |
| 2     | Brian Pintado            | Ecuador             | Bod/Bod             | 2:24:34 SR                                               |
| 3     | Masatora Kawano          | Japan               | Bod                 | 2:25:12                                                  |
| 4     | Evan Dunfee              | Kanada              | Knie                | 2:25:28                                                  |
| 5     | Christopher Linke        | Deutschland         |                     | 2:25:35 DR                                               |
| 6     | Tomohiro Noda            | Japan               |                     | 2:25:50                                                  |
| 7     | Massimo Stano            | Italien             |                     | 2:25:59                                                  |
| 8     | Perseus Karlström        | Schweden            | Knie                | 2:27:03                                                  |
| 9     | Karl Junghannß           | Deutschland         |                     | 2:27:08                                                  |
| 10    | Caio Bonfim              | Brasilien           | Bod/Bod             | 2:27:45                                                  |
| 11    | Ricardo Ortíz            | Mexiko              | Bod                 | 2:29:14                                                  |
| 12    | Miguel Ángel López       | Spanien             |                     | 2:29:32                                                  |
| 13    | Satoshi Maruo            | Japan               | Bod/Bod             | 2:29:42                                                  |
| 14    | Kévin Campion            | Frankreich          |                     | 2:30:18                                                  |
| 15    | Andrea Agrusti           | Italien             | Knie/Knie           | 2:30:32                                                  |
| 16    | Riccardo Orsoni          | Italien             | Knie                | 2:31:41                                                  |
| 17    | José Leonardo Montaña    | Kolumbien           | Knie/Bod            | 2:31:45                                                  |
| 18    | Aku Partanen             | Finnland            | Bod/Knie/Bod        | 2:32:28 IWR 230, TR54.7.3 – PLZ210 (Zeitstrafe 3:30 min) |
| 19    | Dominik Černý            | Slowakei            | Knie/Knie           | 2:32:56                                                  |
| 20    | Matteo Giupponi          | Italien             |                     | 2:34:58                                                  |
| 21    | Wayne Snyman             | Südafrika           |                     | 2:35:13                                                  |
| 22    | Marc Tur                 | Spanien             | Knie/Knie           | 2:36:04                                                  |
| 23    | He Xianghong             | Volksrepublik China |                     | 2:37:21                                                  |
| 24    | Brendan Boyce            | Irland              | Knie/Knie           | 2:37:26                                                  |
| 25    | Aleksi Ojala             | Finnland            | Bod                 | 2:38:34                                                  |
| 26    | Jakub Jelonek            | Polen               | Knie/Knie/Bod       | 2:38:45 IWR 230, TR54.7.3 – PLZ210 (Zeitstrafe 3:30 min) |
| 27    | Ram Baboo                | Indien              | Bod/Bod/Bod         | 2:39:07 IWR 230, TR54.7.3 – PLZ210 (Zeitstrafe 3:30 min) |
| 28    | Wang Qin                 | Volksrepublik China | Bod                 | 2:39:19                                                  |
| 29    | Ever Jair Palma Olivares | Mexiko              | Bod                 | 2:39:40                                                  |
| 30    | Bence Venyercsán         | Ungarn              | Knie                | 2:40:34                                                  |
| 31    | José Leyver Ojeda        | Mexiko              | Bod/Bod/Bod         | 2:41:34 IWR 230, TR54.7.3 – PLZ210 (Zeitstrafe 3:30 min) |
| 32    | Arnis Rumbenieks         | Lettland            | Knie                | 2:43:36                                                  |
| 33    | Ihor Hlawan              | Ukraine             | Knie                | 2:45:18                                                  |
| DNF   | Éider Arévalo            | Kolumbien           |                     |                                                          |
| DNF   | Iwan Banseruk            | Ukraine             |                     |                                                          |
| DNF   | Andrés Chocho            | Ecuador             |                     |                                                          |
| DNF   | Rhydian Cowley           | Australien          | Knie                |                                                          |
| DNF   | Carl Dohmann             | Deutschland         |                     |                                                          |
| DNF   | Narcis Mihăilă           | Rumänien            |                     |                                                          |
| DNF   | Alexandros Papamichail   | Griechenland        | Bod/Knie            |                                                          |
| DNF   | Dawid Tomala             | Polen               |                     |                                                          |
| DNF   | João Vieira              | Portugal            |                     |                                                          |
| DSQ   | Artur Brzozowski         | Polen               | Knie/Bod/Knie/Knie  | IWR 230, TR54.7.5 – Disqualifikation                     |
| DSQ   | Michal Morvay            | Slowakei            | Knie/Knie/Knie/Knie | IWR 230, TR54.7.5 – Disqualifikation                     |
| DSQ   | Aurélien Quinion         | Frankreich          | Bod/Bod/Bod/Bod     | IWR 230, TR54.7.5 – Disqualifikation                     |
| DSQ   | Juan José Soto           | Kolumbien           | Knie/Bod/Knie/Knie  | IWR 230, TR54.7.5 – Disqualifikation                     |
| DSQ   | Zhaxi Yangben            | Volksrepublik China | Bod/Knie/Bod/Knie   | IWR 230, TR54.7.5 – Disqualifikation                     |
| DNS   | Luis Henry Campos        | Peru                |                     |                                                          |
| DNS   | César Augusto Rodríguez  | Peru                |                     |                                                          |

## Videolink
- Álvaro Martín completes race walk double | World Athletics Championships Budapest 23, youtube.com, abgerufen am 10. September 2023